# Orthosia cynanchoides
Orthosia cynanchoides är en oleanderväxtart som beskrevs av W.D.Stevens. Orthosia cynanchoides ingår i släktet Orthosia och familjen oleanderväxter. Inga underarter finns listade i Catalogue of Life.